# 圣佩勒兰 (厄尔-卢瓦省)
圣佩勒兰（法語：Saint-Pellerin，法語發音：[sɛ̃ pɛlʁɛ̃]）是法国厄尔-卢瓦省的一个旧市镇，位于该省西南部，属于沙托丹区。2017年1月1日，圣佩勒兰和相邻的另外5个市镇合并为新市镇阿鲁新市镇（后更名为“瓦尔迪耶尔”）。

## 地理
圣佩勒兰（48°4'17"N, 1°8'29"E）面积13.68 平方千米，位于法国中央-卢瓦尔河谷大区厄尔-卢瓦省，该省份为法国北部内陆省份，北起顺时针与厄尔省、伊夫林省、埃松省、卢瓦雷省、卢瓦-谢尔省、萨尔特省和奧恩省接壤。
与圣佩勒兰接壤的市镇（或旧市镇、城区）包括：库尔塔兰、勒普瓦莱、布瓦加松。
圣佩勒兰的时区为UTC+01:00、UTC+02:00（夏令时）。

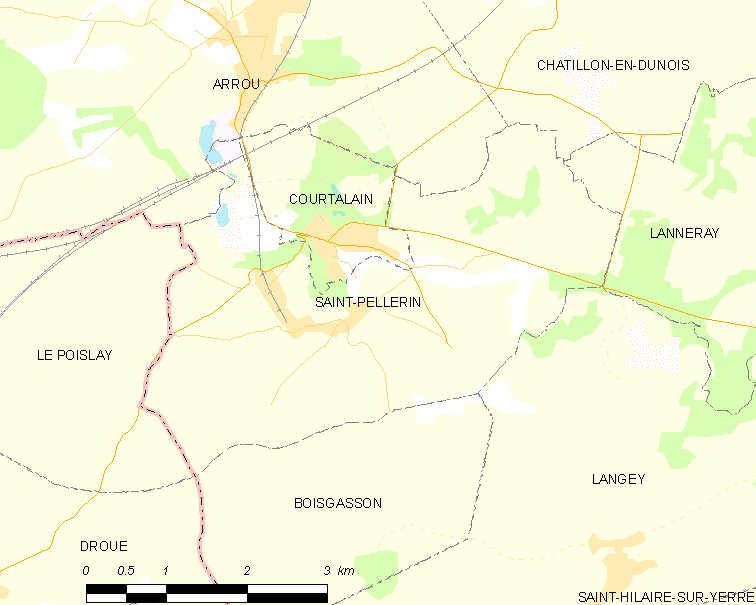
圣佩勒兰的OSM定位图

## 行政
圣佩勒兰的邮政编码为28290，INSEE市镇编码为28356。

## 政治
圣佩勒兰所属的省级选区为布鲁县。

## 人口

1962-2008年间圣佩勒兰人口变化图示

圣佩勒兰于2018年1月1日时的人口数量为342人。